# شيلديبيرت الثالث
شيلديبيرت الثالث المتبنى (بالإنجليزية: Childebert the Adopted)‏ (ألبرتوس المتبنى) ملك الفرنجة.

## الأسرة
كان شيلديبيرت نجل رئيس القصر جريمولد الأكبر (بالإنجليزية: Grimoald the Elder)‏.
قام الملك سيجيبيرت الثالث بتبنيه.